# Manuel Pavía
Manuel Pavía y Rodríguez de Alburquerque (ur. 2 sierpnia 1827, zm. 4 stycznia 1895) – hiszpański generał, przyczynił się do obalenia rządów królowej Izabeli II i ustanowienia na krótko Pierwszej Republiki Hiszpańskiej.

## Życiorys
Urodził się w 1827 roku. Dość wcześnie rozpoczął służbę wojskową, awansując na coraz wyższe stanowiska. W 1865 roku rozpoczął służbę w Sztabie Generalnym kierowanym przez Juana Prima. W 1868 roku Prim dokonał zamachu stanu i zmusił królową Izabelę II do ustąpienia z tronu. W swoim działaniach otrzymał wsparcie ze strony Manuela Pavi. Nowym królem został Amadeusz Sabaudzki. Jednak w lutym 1873 roku nowy król został zmuszony do abdykacji. W tym samym roku proklamowano powstanie republiki. Jednak na południu kraju zwolennicy monarchii podjęli walkę i wystąpili zbrojnie przeciwko rządom republikańskim. W lipcu 1873 roku Pavia otrzymał rozkaz spacyfikowania zbuntowanych prowincji i przywrócenia tam spokoju. Stając na czele armii liczącej około trzech tysięcy żołnierzy Pavia zdobył Sewillę, a w sierpniu Kadyks i Granadę. Zwycięstwa te umocniły jego pozycję. Po zakończeniu działań został wojskowym gubernatorem Madrytu.
Kiedy w styczniu 1874 roku republikański premier Emilio Castelar, po utracie poparcia parlamentu, został zmuszony do ustąpienia, Pavia obawiając się przejęcia władzy przez radykałów, sam dokonał 3 stycznia zamachu stanu. Rozwiązał parlament i powołał nowy rząd na czele którego stanął Francisco Serrano, w którym odgrywał dominującą rolę. W grudniu 1874 roku w Hiszpanii przywrócona została monarchia. Pavia pełnił w dalszym ciągu ważne funkcje w parlamencie i wojsku. Zmarł w 1895 roku.